# شارکسی
شارکِسی (به مجاری:  Sárkeszi) یک شهرداری در مجارستان است که در ناحیه سکش‌فهروار واقع شده‌است. شارکسی ۱۴٫۷۹ کیلومتر مربع مساحت و ۵۷۷ نفر جمعیت دارد.

## خواهرخوانده
شهر مورو رئاتینو خواهرخواندهٔ شارکسی هست.